# Apokryf Jana
Apokryf Jana – gnostycki utwór z Nag Hammadi (NHC II,1; III,1; IV,1 oraz Berolinensis Gnosticus 19,6-77,7) przekazany w czterech bardzo podobnych tekstach. Pierwotnie utwór miał charakter niechrześcijański, lecz w kolejnych redakcjach wprowadzano "chrystianizacyjne" poprawki przez dodanie osoby Jezusa i apostołów, a także wątków biblijnych. Treścią pisma jest gnoza i możliwość zbawienia. Część tego utworu była znana Ireneuszowi z Lyonu.

### Wydania tekstu
- Wincenty Myszor. APOKRYF JANA (WSTĘP I TŁUMACZENIE Z KOPTYJSKIEGO WERSJI Z NHC II, 1). „Śląskie Studia Historyczno-Teologiczne”. Z. 1. 35 (2002). s. 73–89.

### Opracowania
- Wincenty Myszor: Apokryf Jana. W: C. Vidal Manzanares: Pisarze wczesnochrześcijańscy I-VII w. Mały słownik. Warszawa: Verbinum, 2001. Brak numerów stron w książce
- J. Daniélou: Judeochrześcijaństwo heterodoksyjne. W: Tenże: Teologia judeochrześcijańska. Kraków: WAM, 2002, s. 68-110. ISBN 83-7318-044-3.